# ریچارد مک‌کیب
ریچارد مک‌کیب (انگلیسی: Richard McCabe؛ زادهٔ ۱ ژانویهٔ ۱۹۶۰) بازیگر تئاتر، بازیگر سینما و بازیگر تلویزیون اهل بریتانیا است.
از فیلم‌ها یا برنامه‌های تلویزیونی که وی در آن نقش داشته‌است می‌توان به ناتینگ هیل، دوشس، بورجیا، اقناع، ونیتی فیر، ناخدا و فرمانده: آخر دنیا، پیکی بلایندرز، سیندرلا، خداحافظ کریستوفر رابین، دوک، ۱۹۱۷ و بهترین مردان اشاره کرد.
وی همچنین برندهٔ جوایزی همچون جوایز لارنس الیویه شده‌است.